# FC Zeman Brno
FC Zeman Brno je bývalý moravský fotbalový klub, který sídlil v brněnském Králově Poli. Založen byl roku 1995 (zůstalo mu brněnské zázemí po převodu mužstva FC Lerk Brno do Prostějova) a pojmenován po svém předsedovi, brněnském podnikateli Pavlu Zemanovi. V sezoně 1996/97 se klub umístil na 3. místě Divize D a přijal nabídku na uvolněné místo v MSFL. Největším úspěchem klubu bylo tříleté působení ve 3. nejvyšší soutěži, Moravsko-Slezské fotbalové lize (1997/98, 1998/98 a 1999/00). Úspěšný byl též v mládežnických soutěžích, starší dorost Zemanu hrál 1. dorosteneckou ligu až do sezony 1998/99, kdy sestoupil.
Po skončení divizního ročníku 1995/96 klub koupil divizní licenci od Šlapanic. Po sestupu z MSFL v ročníku 1999/00 se klub spojil se Spartou Brno (hrálo se pod jménem FC Sparta Brno). Po jedné sezoně v Komárově se klub vyčlenil a fakticky zanikl.

## Vývoj názvů
- 1995 – FC Zeman Brno (Football Club Zeman Brno)

## Umístění v jednotlivých sezonách
Stručný přehled
- 1995–1996: Brněnská základní třída
- 1996–1997: Divize D
- 1997–2000: Moravskoslezská fotbalová liga

Jednotlivé ročníky
Legenda: Z – zápasy, V – výhry, R – remízy, P – porážky, VG – vstřelené góly, OG – obdržené góly, +/− – rozdíl skóre, B – body, červené podbarvení – sestup, zelené podbarvení – postup, fialové podbarvení – reorganizace, změna skupiny či soutěže
| Česko (1995 – 2000) |                                |        |     |     |     |     |     |     |     |     |        |
| Sezóny              | Liga                           | Úroveň | Z   | V   | R   | P   | VG  | OG  | +/− | B   | Pozice |
| 1995/96             | Brněnská základní třída        | 10     | ... | ... | ... | ... | ... | ... | ... | ... | 1.     |
| 1996/97             | Divize D                       | 4      | 30  | 18  | 7   | 5   | 74  | 35  | +39 | 61  | 3.     |
| 1997/98             | Moravskoslezská fotbalová liga | 3      | 30  | 10  | 8   | 12  | 39  | 50  | −11 | 38  | 11.    |
| 1998/99             | Moravskoslezská fotbalová liga | 3      | 30  | 10  | 6   | 14  | 32  | 40  | −8  | 36  | 14.    |
| 1999/00             | Moravskoslezská fotbalová liga | 3      | 28  | 5   | 7   | 16  | 22  | 39  | −17 | 22  | 15.    |

## FC Zeman Brno „B“
FC Zeman Brno „B“ byl název, pod kterým působilo šlapanické A-mužstvo v sezoně 1996/97.

### Umístění v jednotlivých sezonách
Stručný přehled
- 1998–2000: Brněnský městský přebor

Jednotlivé ročníky
Legenda: Z – zápasy, V – výhry, R – remízy, P – porážky, VG – vstřelené góly, OG – obdržené góly, +/− – rozdíl skóre, B – body, červené podbarvení – sestup, zelené podbarvení – postup, fialové podbarvení – reorganizace, změna skupiny či soutěže
| Česko (1996 – 2000) |                         |        |    |     |     |     |     |     |     |    |        |
| Sezóny              | Liga                    | Úroveň | Z  | V   | R   | P   | VG  | OG  | +/− | B  | Pozice |
| 1998/99             | Brněnský městský přebor | 8      | 30 | 14  | 6   | 10  | 59  | 39  | +20 | 48 | 4.     |
| 1999/00             | Brněnský městský přebor | 8      | 26 | ... | ... | ... | ... | ... | ... |    |        |

## FC Zeman Brno „C“
FC Zeman Brno „C“ byl název, pod kterým působilo šlapanické B-mužstvo v sezoně 1996/97.

## FC Zeman Brno „D“
FC Zeman Brno „D“ bylo jedním z rezervních mužstev Zemanu Brno, které se pohybovalo v městských soutěžích. Vzniklo v roce 1996 a místo ve III. třídě získalo po A-mužstvu, které od SK Šlapanice odkoupilo účast v divizi.

### Umístění v jednotlivých sezonách
Stručný přehled
- 1996–1997: Brněnská městská soutěž

Jednotlivé ročníky
Legenda: Z – zápasy, V – výhry, R – remízy, P – porážky, VG – vstřelené góly, OG – obdržené góly, +/− – rozdíl skóre, B – body, červené podbarvení – sestup, zelené podbarvení – postup, fialové podbarvení – reorganizace, změna skupiny či soutěže
| Česko (1996 – 1997) |                         |        |    |    |   |   |    |    |     |    |        |
| Sezóny              | Liga                    | Úroveň | Z  | V  | R | P | VG | OG | +/− | B  | Pozice |
| 1996/97             | Brněnská městská soutěž | 9      | 26 | 20 | 4 | 2 | 82 | 18 | +64 | 64 | 1.     |